# Hubert Nold
Hubert Nold (* 5. September 1861 in Wetzlar; † 16. Mai 1935 in Burbach) war ein deutscher evangelischer Pfarrer und Superintendent.

## Leben
Hubert Nold studierte an der Philipps-Universität Marburg, an der Humboldt-Universität zu Berlin und an der Rheinischen Friedrich-Wilhelms-Universität Bonn. Anschließend besuchte er das Predigerseminar in Neuwied und begann seinen Vikarsdienst in Sulzbach. 1989 wurde er zum zweiten Pfarrer von Malstatt gewählt. 1889 wurde er ordiniert. Unter seiner Leitung entstand die evangelische Kirche in Burbach, die 1898 eingeweiht wurde.
1913 wurde er zum Superintendenten des Kirchenkreises Saarbrücken gewählt. 1919 wurde er zum Vertreter der evangelischen Kirche im Rheinland bei der Völkerbundskommission des Saargebietes ernannt. 1922 wurde er von der Rheinischen Friedrich-Wilhelms-Universität Bonn zum Ehrendoktor ernannt. 
1929 wurde er stellvertretender Vorsitzender des Provinzialkirchenrates. 1933 bat Nold Adolf Hitler um den Schutz der saarländischen evangelischen Geistlichen und betonte die nationale Gesinnung. Im Kampf um die Saarabstimmung stellte er sich jedoch gegen die Deutschen Christen. Am 23. Juli 1933 unterzeichnete er eine Presseerklärung mit, die sich zwar gegen die Deutschen Christen, aber gleichzeitig sich nicht gegen den Nationalsozialismus wandte. Am 17. September 1934 wandte sich Nold zusammen mit Philipp Bleek, Otto Wehr und Karl Roderich Richter in einem Schreiben an Hitler, um gegen die Gewaltmaßnahmen der Deutschen Christen im Deutschen Reich zu protestieren.

## Auszeichnungen
- 1917:Verdienstkreuz für Kriegshilfe (Preußen)